# Yesterday Started Tomorrow
Yesterday Started Tomorrow ist das dritte Album der US-amerikanischen Punkband Angry Samoans. Mit sechs Titeln und zwölf Minuten Spielzeit erreicht es nur den Umfang einer EP. Es wurde 1986 auf Triple X Records veröffentlicht und markierte einen Wendepunkt der Band, die zuvor aggressiven, provokanten und durch skurrilen Humor geprägten Punk gespielt hatte und mit diesem Album deutliche Alternative-Einflüsse anklingen ließ.

## Titelliste
1. „Different World“ – 1:47 (Saunders, Homer)
2. „Electrocution“ – 2:10 (Saunders)
3. „It’s Raining Today“ – 2:43 (Saunders)
4. „Unhinged“ – 1:53 (Homer)
5. „Psych-Out 129“ – 1:53 (Turner, Saunders)
6. „Somebody To Love“ – 1:56 (Coverversion von Jefferson Airplane)

## Entstehungsgeschichte
Yesterday Started Tomorrow wurde in nur zwei Tagen am 12. und 13. April 1986 in den Penguin Studios im kalifornischen Glendale aufgenommen. Laut Gregg Turner sollte das Album eine Rückbesinnung auf die ursprünglichen Tugenden der Band werden und klang am Ende mehr nach Musik der 1960er, als ursprünglich geplant gewesen war. Turner führt weiterhin an, dass die Produktion des Albums unter großem Zeitdruck litt, weil für eine unmittelbar bevorstehende Tournee ein neuer Tonträger auf den Markt gedrückt werden sollte.

## Rezeption
Allmusic kritisierte, dass sich die Band weg von einem „hass-getriebenen, quälenden“ Hardcore und hin zu einem „drittklassigen, miesen Alternative-Rock-Sound“ bewegt habe. Mark Jenkins vom Chicago Reader fand die EP rückwärtsgewandt und „überraschend milde“ und zog Vergleiche mit Count Five und den 13th Floor Elevators.

## Trivia
- Das Coverphoto wurde von Todd Homer geschossen.